# 大須成村
大須成村（おおすなりむら）は山梨県南巨摩郡にあった村。現在の身延町北西端の山間部にあたる。

## 地理
- 山：富士見山

## 歴史
- 1875年（明治8年）4月 - 巨摩郡大塩村・久成村・平須村が合併して大須成村となる。
- 1878年（明治11年）7月22日 - 郡区町村編制法の施行により、大須成村が南巨摩郡の所属となる。
- 1889年（明治22年）7月1日 - 町村制の施行により、大須成村が単独で自治体を形成。
- 1954年（昭和29年）8月17日 - 西島村・静川村・曙村と合併して中富町が発足。同日大須成村廃止。